# 直井よしたか
直井 よしたか（なおい よしたか、1987年2月17日 - ）は、日本の俳優・声優である。
茨城県出身。。
スピカエージェンシー/ラディウスエンターテイメント所属。
カガミ想馬プロデュース代表。
2007年から舞台での活動を開始。2010年からニコニコ生放送（ニコニコ動画）でPatyというハンドルネームで個人活動をしている生主の一人でもある。身長165cm。

## 出演作品

### 映画
- カムイ外伝（2009年）（町人役）
- L♥DK（2014年）（アルバイト役）

### 舞台
- オフィスゲッツ 「陽のあたる場所」 - 日野あたる役（2007年8月）
- 無頼組合 「66億の孤独」 - 香坂光一役（2007年12月）
- オフィスゲッツ 「COBEYA TWIST TOKYO3」（2008年4月）
  - 「田中孝一の長い夜」 - 金本役
  - 「生命の神秘」 - 学生役
  - 「二人の箱庭」 - オカダ君役
- カガミ想馬プロデュース 今井雅之原作 「The Winds of Gods」 - 兄貴役（2008年6月）
- カガミ想馬プロデュース つかこうへい原作 「蒲田行進曲」 - コロス（2008年8月）
- A・Iプロデュース 「DEBUCHAN’S ELEVEN」 - コロス（2008年11月）
- ROARイベント 「それぞれのクリスマス」 - 直井役（2008年12月）
- A・Iプロデュース 「HEROマンモスグリーン」 - コロス（2009年2月）
- オフィスゲッツ 「永遠の人」 - 男 役（2009年4月）
- ROARボランティアイベント 「落語芝居」 - 若旦那役（2009年6月）
- グーフィー&メリーゴーランド「JUDY〜 The Great Unknown Squadron 〜」- 川嶋隆晴役（2009年7月）
- A・Iプロデュース 「SHINKA 〜心華〜 Episode1」 - コロス（2009年8月）
- 義魂BROTHERS 「高級ソープ 風の谷でナニシタ」 - ヤマダ役（2009年10月）
- カガミ想馬プロデュース モリエール原作 「いやいやながら医者にされ」 - スガナレル役（2009年11月）
- カガミ想馬プロデュース 岸田國士原作 「命を弄ぶ男ふたり」 - 包帯役（2009年11月）
- カガミ想馬プロデュース つかこうへい原作 「熱海殺人事件〜ザ・ロンゲスト・スプリング〜」 - 熊田 留吉役（2010年5月）
- 義魂BROTHERS 「シュウマツはネクタイを締めて」 - ラジ男役（2010年7月）
- D'TOT 「FROG〜新撰組Jade Keeper〜」 - ハッカー役 （2010年9月）
- 新宿ポーカーフェイス 「MARIO」 - 砂山役（2010年12月）
- HYBRID PROJECT 「FILM STAR」 - 荒磯 健作役（2011年3月）[2]
  - 「FILM STAR」 [2] - 荒磯 健作役（2011年9月）
- RAGTIME S&D 「NEW WORLD」 - コロス（2011年6月）
- エレキ私立 「さきあい学園」 - 司会者役（2011年10月）
- nitrock 「影空」 - 豊臣秀吉役（2011年11月）
- カガミ想馬プロデュース 西田大輔原作 「+GOLD FISH」 - ポロット役（2011年12月）
- ニコミュアトリエ公演 「女の平和」 - キーネシアース／スパルタ公使役（2012年6月）
- カガミ想馬プロデュース 西田大輔原作 「ONLY SILVER FISH」 - ケビン役（2012年6月）
- カガミ想馬プロデュース 西田大輔原作 「ONLY SILVER FISH」 - ケビン役（2012年12月）
- カガミ想馬プロデュース 西田大輔原作 「+GOLD FISH」 - ポロット役（2012年12月）
- DREAM PLUS＆舞台芸術集団地下空港 「壺を割った男」 - 原田つとむ役（2013年2月）
- 爬虫類企画 「カーテンサークル」 - おかっち役（2013年4月）
- 疾駆猿 「MIDNIGHT DREAM 機械城異聞蒐」 - ライトスピーカー役（2013年6月）
- やんちゃ喜族 「ジョーカーの審判」 - ジャック・ダニエル役（2013年9月）
- 爬虫類企画 「ペアレントジャーニー」 - メカ村役（2013年10月）
- 舞台芸術集団地下空港 「タガタリススムの、的、な。」 - ヒトカドさん役(2013年11月)
- カガミ想馬プロデュース 鴻上尚史原作 「恋愛戯曲」 - 寺田役 (2014年2月)
- 爬虫類企画 「ラセンカゾク」 - 伸太郎役 (2014年5月)
- “STRAYDOG”Produce 「ゴジラ」 - モスラ役(2014年7月)
- 劇団KⅢ 「罪忍」 - ナガト役(2014年10月)
- KY brothers 「はじめましてKYです。」 - 演出、脚本、出演（2014年12月）
- 爬虫類企画 「ゴーストタイタン」 - ナポレオン・ボナパルト役 (2015年2月)
- 舞台芸術集団地下空港 「タガタリススムの、的、な。」 - 社員タハラ役(2015年6月)
- 爬虫類企画 「ヴィランの沼に咲く」 - 小此木役(2015年6月)
- 劇団KⅢ「八重咲ク」 - ナガト役(2015年11月)
- 爬虫類企画 「究極町内会」 - 兆役(2015年12月)
- 爬虫類企画 「FOREST」-伸明役・島田役 (2016年3月)
- S4U　「イリクラ 〜Iridescent Clouds〜」　畠山役(2016年7月)
- FREE(S)　「Letter2016」　新井 学役(2016年9月)
- ACファクトリー 「Kill〜新撰組がキルっ！？〜」　丁稚の男役(2016年11月)
- やめちまえカンパニー　「雨降ってジ・エンド」　亮平役(2017年5月)
- project TIDELAND　「異聞鬼来迎」　博士・ハル役(2017年6月)
- 宰団紡人企画　「秋心SUMMER」　鳥床商人役(2017年8月)
- FREE(S)　「Letter2017」　新井 学役(2017年9月)
- 壱人前企画　「memory! 松竹梅荘の青春」　ムンク役(2017年11月)
- KY brothers　「ご無沙汰してますKYです。」　演出、脚本、出演(2018年1月)
- 舞台企画 斜楽生　「プライベート～信じたモノはナニカ～」　長橋 翼役(2018年3月)
- 劇団KⅢ　「流転の灯 －ルテンノアカシ－」　影法師役(2018年7月)
- カガミ想馬プロデュース　「イリクラ 〜Iridescent Clouds〜 2018」　水戸役(2018年8月)
- ACファクトリー　「僕らはZOOっと生きている。」　猿回しの男役(2018年11月)
- 池の下 ポーランドツアー公演　「狂人教育」　黒衣役(2019年10月)
- ACファクトリー　「抗菌バスターZ エピソード0.4」　赤チン男(2019年11月)
- 池の下 ポーランドツアー凱旋公演　「狂人教育」　黒衣役(2019年12月)
- カガミ想馬プロデュース つかこうへい原作 「熱海殺人事件 〜水野朋子物語〜」　木村伝兵衛役（2020年1月）
- project TIDELAND　「異聞鬼来迎」　博士・ハル役(2021年2月)
- カガミ想馬プロデュース つかこうへい原作 「熱海殺人事件 〜サイコパス〜」　大山金太郎役（2021年4月）
- カガミ想馬プロデュース　「イリクラ 〜Iridescent Clouds〜 2020-2021」　水戸役(2021年9月)
- ACファクトリー　「NEXT STAGE～劇団公文式第10849回本公演「時をかけるワイルドキャッツのギャラクシー大冒険」～」　照明の男(2021年11月)
- 劇団KⅢ　「黎明記」　牛若勘四郎(過去)役(2021年12月)
- カガミ想馬プロデュース つかこうへい原作 「熱海殺人事件 〜水野朋子物語〜」　熊田留吉役（2022年2月）
- ACファクトリー「秘密結社の作り方」　片山役（2022年11月）
- 猪鹿蝶企画「夢見たものは」　オカマ役（2022年12月）
- カガミ想馬プロデュース　つかこうへい原作 「熱海殺人事件 サイコパス」　榊原少瑛役（2023年4月）
- カガミ想馬プロデュース 「イリクラ 〜 Iridescent Clouds 〜　2023」 ブルー役（2023年7月）

### Live
- 2018年9月から project TIDELANDのライブ活動にアクターとして多数出演。
- 飯干大嵩＆直井よしたか　朗読会in朗読専用劇場rLabo.（2020年12月）

### TVアニメ
- お昼のショッカーさん　ゲルショッカー戦闘員役

### TV
- 「相棒 Season7」

### web動画
- kyun動画　動画出演 (2015年10月)
- MovieAction　短編webドラマ「キオク」　死神役(2015年10月)
- TIDELAND　MV「梵論葛」(2018年3月)

### CM
- アサヒ飲料 WONDA ゼロマックス

### ボイスドラマ・朗読
- ボイスドラマ「クウソウメッセージ」 ローク役
- ボイスドラマ「クウソウファンタジー」 ドリー役
- project TIDELAND ボイスドラマ「親愛なる。」私役
- project TIDELAND 朗読CD「ヘスペリデスの林檎」読み手
- project TIDELAND 朗読CD「羽化 聲」読み手
- 朗読らいおん 配信朗読作品 多数出演